# Can Cisó de Guèmol
Can Cisó de Guèmol és una masia de Banyoles (Pla de l'Estany) protegida com a bé cultural d'interès local.

## Descripció

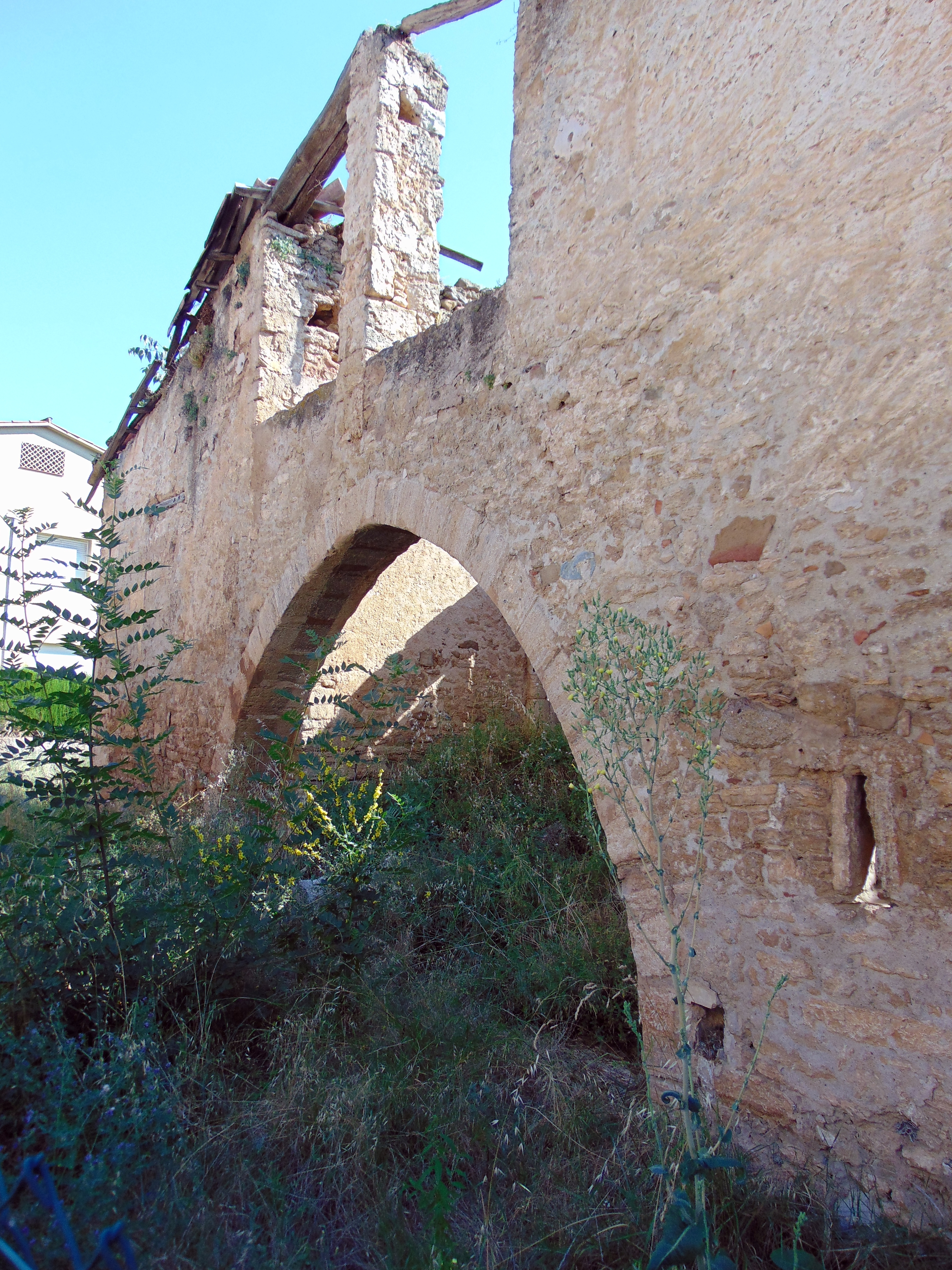

És una masia de planta rectangular amb algun petit cos afegit. El parament és de pedra de Banyoles de treball molt diferenciat. Pràcticament només hi trobem carreus ben escairats a les cantonades, a la resta dels murs l'aparell és molt desigual. Els murs tenen, en part, restes d'un arrebossat. La coberta és de teula àrab i a dues vessants. Carener perpendicular a la façana. Incipient ràfec, format per dues fileres de teules sobre cabirons. Les obertures, portes i finestres, hi són practicades de manera bastant arbitrària: unes es troben emmarcades i altres tenen llinda una mica treballada i en forma d'arc. Malgrat que tot el conjunt resulta força normal i senzill, la façana de la masia ens presenta unes solucions molt interessants. És una composició simètrica i compensada quant a la distribució dels elements que la conformen. D'una banda, a la part inferior, hi tenim una arcada, a mode de porxo, formada per un arc apuntat de carreus ben escairats. A l'interior del porxo, s'hi troba una escala, de pocs esgraons, que dona accés a l'habitatge i, a mà dreta hi queda l'espai d'aixopluc per a les eines del camp, carros, etc. A la part superior, sobre l'arcada, s'hi obren dues obertures rectangulars separades per un pilar. És a dir, s'hi ha practicat un element badiu on emmagatzemar els farratges. La combinació porxo-paller és molt típica de la zona de Banyoles.

## Història
És una masia que pertanyia a Guèmol, petit nucli de població ja existent a l'època medieval, a més a més de la vila Vella i Nova.
Els veïns de Guèmol van denunciar el novembre de 2024 l'estat d'abandonament d'aquest edifici datat dels segles XIII i XIV, malgrat estar protegit com a Bé Cultural d'Interès Local.